# وليام فيشر
وليام فيشر (بالإنجليزية: William Fisher)‏ (مواليد 14 مارس 1940) هو ملاكم من المملكة المتحدة، مثّل بلاده في الألعاب الأولمبية الصيفية 1960.

## روابط خارجية
وليام فيشر على موقع بوكس ريك (الإنجليزية) (registration required)
- وليام فيشر على موقع أوليمبيديا (الإنجليزية)